# Championnat de France des rallyes 1990
Navigation
Édition précédente Édition suivante
François Chatriot est sacré champion de France pour la seconde fois consécutive avec la BMW M3. Il devance Bruno Saby sur Lancia Delta et François Delecour. C'est le dernier titre de champion acquis avec une "propulsion".

## Rallyes de la saison 1990
| N° | Dates                     | Rallye                 | Vainqueur           | Copilote         | Voiture                       |
| 1  | 15 mars-18 mars           | Rallye des Garrigues   | François Chatriot   | Michel Périn     | BMW M3                        |
| 2  | 30 mars-31 mars           | Rallye Alpin-Behra     | François Chatriot   | Michel Périn     | BMW M3                        |
| 3  | 4 mai-10 mai              | Tour de Corse          | Didier Auriol       | Bernard Occelli  | Lancia Delta HF Integrale 16v |
| 4  | 18 mai-20 mai             | Tour auto de Nice      | Bruno Saby          | Daniel Grataloup | Lancia Delta HF Integrale 16v |
| 5  | 15 juin-18 juin           | Rallye Alsace-Vosges   | François Chatriot   | Michel Périn     | BMW M3                        |
| 6  | 20 juillet-22 juillet     | Rallye du Rouergue     | François Chatriot   | Michel Périn     | BMW M3                        |
| 7  | 6 septembre-9 septembre   | Rallye du Mont-Blanc   | Bruno Saby          | Daniel Grataloup | Lancia Delta HF Integrale 16v |
| 8  | 26 septembre-29 septembre | Rallye d'Antibes       | Pierre-César Baroni | Philippe David   | Ford Sierra RS Cosworth       |
| 9  | 9 novembre-11 novembre    | Critérium des Cévennes | Bruno Saby          | Daniel Grataloup | Lancia Delta HF Integrale 16v |
| 10 | 20 novembre-25 novembre   | Rallye du Var          | Bruno Saby          | Daniel Grataloup | Lancia Delta HF Integrale 16v |

## Classement du championnat
| Place | Pilote              | Voiture                       | 1   | 2   | 3   | 4   | 5   | 6   | 7   | 8   | 9   | 10  | Points |
| ----- | ------------------- | ----------------------------- | --- | --- | --- | --- | --- | --- | --- | --- | --- | --- | ------ |
| 1er   | François Chatriot   | BMW M3                        | 1er | 1er | 3e  | 2e  | 1er | 1er | ab  | 2e  | 2e  | 2e  | 132    |
| 2e    | Bruno Saby          | Lancia Delta HF Integrale 16v | ab  | 3e  | 4e  | 1er | 2e  | 2e  | 1er | 3e  | 1er | 1er | 124    |
| 3e    | François Delecour   | Peugeot 309 GTI               | 3e  | 5e  | ab  | 4e  | 3e  | ab  | 4e  | 4e  | 3e  | 3e  | 88     |
| 4e    | Jean Ragnotti       | Renault 5 GT Turbo Gr N       | 5e  | 7e  | ab  | 10e | 13e | 5e  | 6e  | 5e  | 4e  | 8e  | 76     |
| 5e    | Yves Loubet         | Alfa Romeo 75 Gr N            | ab  | ab  | ab  | 11e | 6e  | 3e  | 5e  | 10e | 9e  | 5e  | 61     |
| 6e    | Pierre-César Baroni | Ford Sierra RS Cosworth       |     | 2e  |     | 3e  |     |     | 2e  | 1er |     |     | 55     |
| 7e    | Sylvain Polo        | Renault 5 GT Turbo Gr N       | 7e  | 8e  | 10e | 6e  | 9e  |     | 7e  | 8e  |     |     | 42     |
| 8e    | Christine Driano    | Citroën AX Sport              | 20e | 10e |     | 7e  | 20e | 4e  | 8e  | 7e  |     |     | 37     |
| 9e    | M Moreau            | Autobianchi A112 Abarth Gr N  |     |     |     | 65e | 68e | 30e | 54e | 51e | 82e |     | 30     |
| 10e   | Jean-Paul Bouquet   | Citroën AX Sport Gr N         |     | 18e |     | 24e |     | 10e |     |     | 18e |     | 22     |

### Autres championnats/coupes sur asphaltes
- Championnat de France des rallyes 2e Division : 
  - 1erJacques Tasso sur Ford Sierra RS Cosworth Gr N avec 111pts
  - 2e Patrick Magaud sur Citroën AX Sport avec 59pts
  - 3e Pascal Thomasse sur BMW M3 avec 47pts

- Challenge Citroën AX Sport Gr N : 
  - 1erJean-Paul Bouquet avec 254pts
  - 2e Joel Thierry avec 137pts
  - 3e Dominique Bajard avec 75pts

- Trophée Citroën AX Sport Gr A : 
  - 1erPatrick Magaud avec 210pts
  - 2e Jean-Luc Marteil avec 198pts
  - 3e Michel Boetti avec 144pts

- Coupe Renault Sport : 
  - 1er Claude Balesi avec 254pts
  - 2e Patrick Vernet avec 229pts
  - 3e Serge Jordan avec 177pts